# Wola Kuźniewska
Wola Kuźniewska (prononciation [ˈvɔla kuʑˈɲefska]) est un village de la gmina de Wielgomłyny, du powiat de Radomsko, dans la voïvodie de Łódź, situé dans le centre de la Pologne.
Il se situe à environ 4 kilomètres (km) au sud-ouest de Wielgomłyny (siège de la gmina), 21 kilomètres à l'est de Radomsko (siège du powiat) et 89 kilomètres au sud de Łódź (capitale de la voïvodie).

## Administration
De 1975 à 1998, le village était attaché administrativement à l'ancienne voïvodie de Piotrków.

Depuis 1999, il fait partie de la nouvelle voïvodie de Łódź.